# Weatherford International
Weatherford International plc, (NASDAQ: WFRD

) er en amerikansk multinational oliefelt-servicevirksomhed. De tilbyder udstyr og services til efterforskning og produktion af olie og naturgas.
Weatherford driver virksomhed i 75 lande.
Weatherford International blev etableret i 1987 i Houston, Texas.
Virksomhedens rødder går tilbage til 1941 da Jesse E. Hall etablerede Weatherford Spring Company i Weatherford, Texas.